# انوار سهیلی

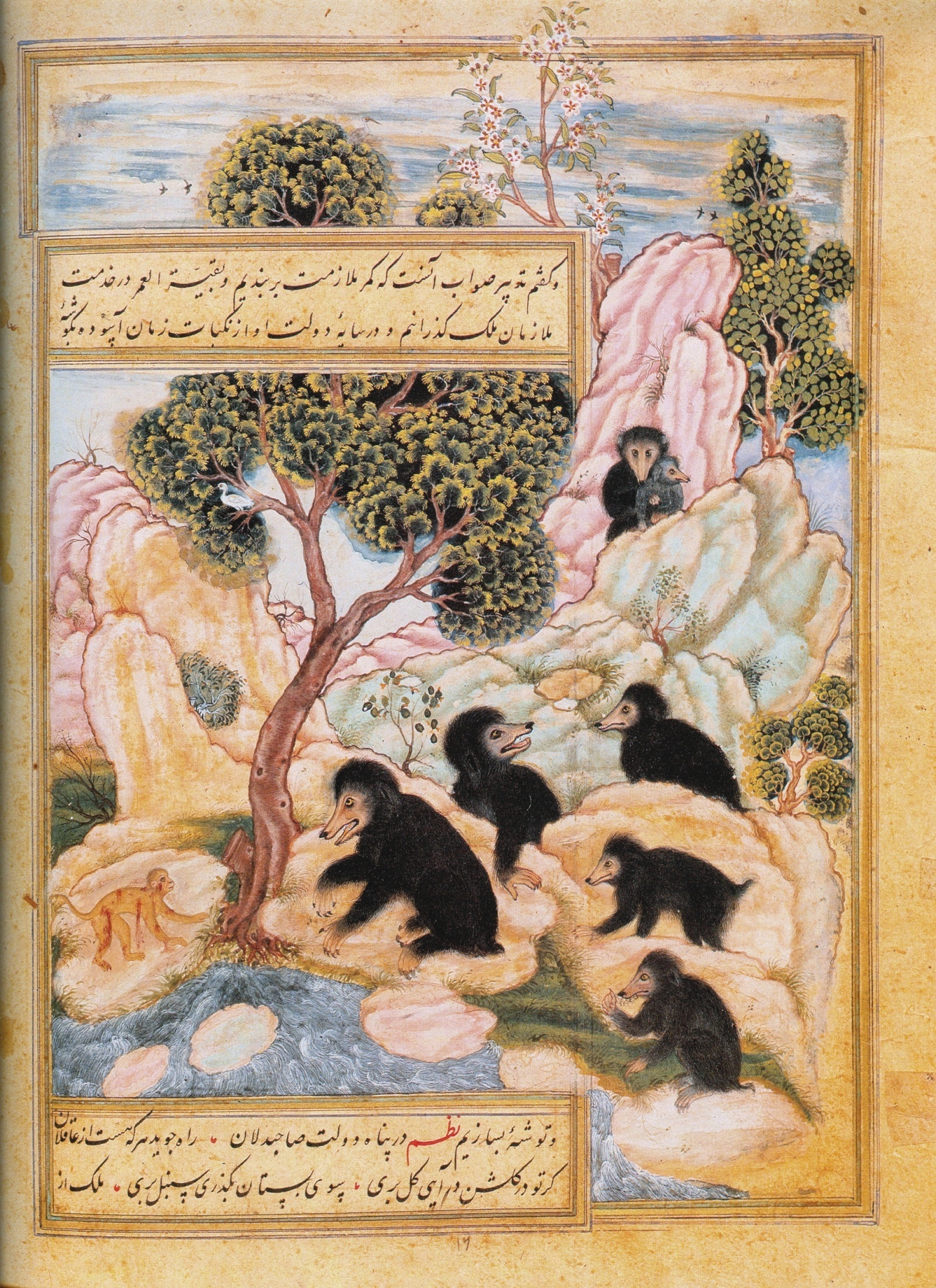
میمون فداکار در حال فریفتن خرسان جهت بردن آنان به بیابان مردآزمای و هلاک کردن ایشان به شعلهٔ سَموم، مینیاتوری از نسخهٔ خطی انوار سهیلی موجود در کتابخانهٔ مدرسه مطالعات مشرق‌زمین و آفریقا در لندن

انوار سهیلی بازنویسی کلیله و دمنه به قلم حسین واعظ کاشفی است. این کتاب در چهارده فصل، به سفارش امیر نظام‌الدین شیخ احمد سهیلی نوشته و به همو نیز تقدیم شده‌است. هدف از بازنویسی، به‌روزآوری زبان کلیله و دمنه بود.
انوار سهیلی مشهورترین ترجمهٔ کلیله و دمنه به فارسی در میان فارسی‌زبانان هند و یکی از مشهورترین کتاب‌های نثر فارسی در آن دیار بود.

## نثر و سبک

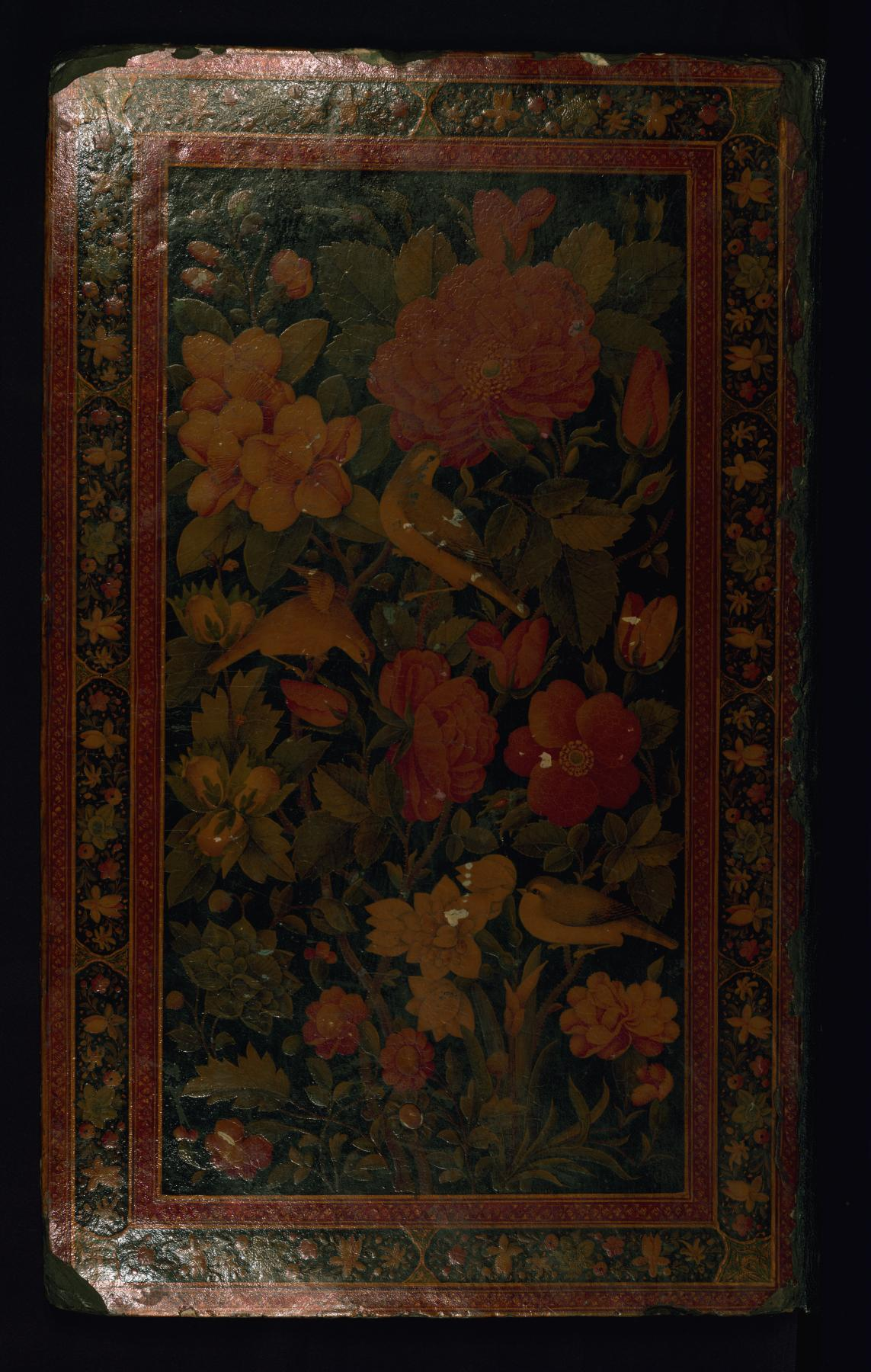
روی جلد یکی از نسخ قدیمی انوار سهیلی

کمتر پژوهشگری است که دربارهٔ انوار سهیلی اظهار نظر نکرده باشد. برخی آن را در اوج حسن دیده‌اند و برخی در قعر ابتذال. اکثر پژوهشگران معاصر ایرانی بر این کتاب خرده گرفته‌اند. اولین خاورشناسان غربی نیز با اینان هم‌نظر بودند. ادوارد براون با اشاراتی تحقیرآمیز به‌تندی از آن انتقاد کرده بود: «در کل، پر از مبالغه‌های محال، کلمه‌های قلنبه سلنبه، القاب دراز و بیهوده، قیاس‌های دور از ذهن، و گزافه‌گویی‌های پرطمطراق است. نمونهٔ اعلای سبک بی‌مایهٔ نویسندگان متکلفی است که طی سده‌های نهم و دهم هجری در خراسان و ماوراءالنهر زیر پر و بال تیموریان رشد کردند». آرتور آربری گفته بود: «اگر روی آوردن به این کتاب را به ذوق پستی‌گرفتهٔ ایرانی نسبت دهیم سخنی درست‌تر بر زبان رانده‌ایم، زیرا سبک کاشفی بی‌هیچ اشتباه نشانی از انحطاط زیباشناختی بر پیشانی دارد». یان ریپکا نیز انوار سهیلی را ترجمه‌ای دوباره با «سرهم‌بندی کردن و آب‌وتاب دادن و لفاظی‌های بی‌معنی» دانسته بود.
از سوی دیگر، کریستین فن رویمبکه، استاد فارسی و عربی دانشگاه کیمبریج، با اشاره به انواع و اقسام استعاره‌های به‌کاررفته در نثر کاشفی، آن را در اوج زیبایی و فصاحت می‌بیند و عیب‌جویان و منتقدان را به بی‌حوصلگی و داشتن رویکردی اشتباه در نحوهٔ مطالعهٔ این «شاهکار» متهم می‌کند. او با قبول تصنع و سنگینی نثر کاشفی که موجب «سوءهاضمه» برای تازه‌کاران می‌شود، از عیب‌جویان می‌خواهد این اثر کلاسیک را با نثرهای شسته‌رفتهٔ امروزی مقایسه نکنند.
جواد عباسی، مصحح جواهر التفسیر، علت خرده‌گیری پژوهشگران معاصر ایرانی در آغاز قرن چهاردهم خورشیدی را رشد آنان در بستر ادبی سبک بازگشت می‌داند. آنان به‌وضوح مخالف سبک هندی بودند و جلوه‌هایی از سبک هندی نیز در نثر کاشفی، از جمله انوار سهیلی، پیداست. به اعتقاد عباسی، سبک‌های ادبی را باید در مکان و زمان خود بررسی کرد، نه با معیارهای زیباشناختی مناطق و اعصاری دیگر. او برخی از معیارهای زیباشناختی را ثابت و برخی دیگر را نسبی می‌داند و بر این باور است که نباید با معیارهای نسبی، آثار ادبی همهٔ اعصار را ارزیابی کرد. عباسی برای ارج نهادن به ارزش ادبی انوار سهیلی همین را بس می‌داند که این کتاب از زمان تألیف تا تقریباً چهار قرن پس از آن از بهترین آثار منثور فارسی در هند بوده‌است و حتی هنوز هم در زمرهٔ آثار برجستهٔ فارسی در آن سرزمین قرار دارد. به گفتهٔ عباسی یکی از دلایل مؤثر در عقب ماندن انوار سهیلی نسبت به کلیله و دمنهٔ بهرامشاهی نزد ایرانیان، رواج شایعهٔ نامیمون بودن آن بود بگونه‌ای که کمتر کسی از میان ایرانیان حاضر بود کتاب را تهیه کند یا در خانه نگه دارد.
به گفتهٔ عباس امانت تا پیش از قرن بیستم میلادی انوار سهیلی احتمالاً پس از گلستان سعدی در جایگاه دوم پرخواننده‌ترین آثار منثور به زبان فارسی بود.

## محتوا
کتاب مشتمل بر چهارده باب است:
1. در اجتناب از قول ساعی و نمام و اهل غرض
2. در سزا یافن بدکاران و شئامت عاقبت ایشان
3. در منافع موافقت دوستان و فوائد معاضدت ایشان
4. در بیان ملاحظه کردن احوال دشمنان و ایمن نبودن از مکر ایشان
5. در مضرات غفلت ورزیدن و از دست دادن مطلوب
6. در آفت تعجیل و ضرر شتاب‌زدگی در کارها
7. در حزم و تدبیر و از بلای اعدا به حیله خلاص یافتن
8. در احتراز کردن از ارباب حقد و اعتماد ننمودن بر تملق ایشان
9. در فضیلت عفو که ملوک و اهل اقتدار را بهترین صفتی است
10. در بیان جزای اعمال به طریق مکافات
11. در مضرات افزودن طلبیدن و از کار خود بازماندن
12. در فضیلت حلم و وقار و سکون و ثبات مر پادشاهان را
13. در اجتناب نمودن ملوک از قول اهل غدر و خیانت
14. در عدم التفات به انقلاب زمان و بنا نهادن کار بر قضا و قدر

## نسخهٔ لندن
نقاشی‌های نسخهٔ دست‌نویس انوار سهیلی موجود در کتابخانهٔ مدرسه مطالعات مشرق‌زمین و آفریقا از شاهکارهای نقاشی اوایل دورهٔ مغول شناخته می‌شوند. زیبایی فوق‌العاده و تلفیق سبک ایرانی با نقش‌مایه‌های هندی در ۲۷ نقاشی موجود در این نسخه، توجه بسیاری از پژوهشگران هنر اسلامی را برانگیخته‌است. همهٔ نقاشی‌ها اصالت دارند و اهالی فن، تاریخ خلق آن‌ها را با انجامهٔ نسخهٔ دست‌نویس (۹۷۸ هجری، ۱۵۷۰ میلادی) منطبق دانسته‌اند.

## نسخه مصور صادقی بیک افشار
یکی از نسخه ها با ارزش انوار سهیلی به قلم صادقی بیگ افشار از نگارگران مکتب قزوین و  اصفهان است. انوار سهیلی صادقی بیک افشار، ابتدا در کتابخانه مارکیز بیوت لندن نگهداری می‌شده است اما از چند سال گذشته مالکیت این نسخه در اختیار صدرالدین آقاخان در ژنو قرار گرفته است. از ویژگی های این نسخه عدم حضور سفارش دهنده و ارتباط با کارگاه سلطنتی است. صادقی با توانایی و امکانات خود، نگاره های این اثر را تصویر کرده است.

## تاریخچهٔ چاپ
انوار سهیلی برای اولین بار در شبه‌قارهٔ هند چاپ و منتشر شد. بعداً مکرراً در شهرهای لکهنو، بمبئی، و حیدرآباد چاپ سنگی شد. در سال ۱۹۱۶ میلادی در کلکته با چاپ سربی منتشر شد و در سال ۱۲۷۰ هجری قمری به خط اولیاء سمیع تجدید چاپ شد. این چاپ آنقدر مرغوب بود که در سال ۱۳۰۱ در چاپخانهٔ مشرقی برلین به صورت چاپ عکسی تجدید شود.

## ترجمه به زبان فرانسه
ده سال پس از انتشار ترجمهٔ گلستان سعدی توسط آندره دوریه، انوار سهیلی یا کلیله و دمنهٔ کاشفی، دومین اثر ادبی فارسی بود که در سال ۱۶۴۴ میلادی به همت شخصی به نام داوید سَهید یا ژیلبر گُلمن مستقیماً از فارسی به زبان فرانسه برگردانده و در پاریس منتشر شد. محمدجواد کمالی، در مقالهٔ پژوهشی «بررسی تطبیقی ترجمهٔ فرانسوی انوار سهیلی یا کلیله و دمنهٔ کاشفی و تأثیر آن بر ادبیات فرانسه» در این خصوص چنین بیان کرده‌است: «با بررسی محتوای ترجمهٔ انوار سهیلی به فرانسه و مقابلهٔ آن با انوار سهیلی معلوم گردید که از یک سو، ترجمهٔ فرانسوی فقط نیمی از حکایتهای کتاب اصلی را دربرگرفته و مترجم در برگردان هر یک از این حکایتها، عبارتهای توصیفی و توضیحی و ابیات و امثالی را که واعظ کاشفی در ترجمهٔ فارسی خود افزون بر متن عربی آورده بود، به تشخیص خود ماهرانه حذف نموده‌است و از دیگر سو، لافونتن تنها ادیب فرانسوی بوده‌است که از میان ۲۴۰ فابل یا قصه منظوم خود، در ۱۲ مورد از حکایتهای این اثر فارسی کم‌و بیش الهام پذیرفته‌است. البته او به تقلید صرف از آنها نپرداخته و هر جا ضروری دانسته در اصل و محتوای هر حکایت دخل و تصرفهایی کرده‌است. یافته‌های این پژوهش ثابت می‌کند که برخی از تصورات و ادعاهای مبالغه‌آمیز، مبنی بر اینکه لافونتن در خلق فابل‌های منظوم خود از حکایتهای انوار سهیلی یا کلیله و دمنه بسیار الهام پذیرفته‌است، چندان مستند و منطبق بر واقعیت نیست و لذا نباید در مباحث مرتبط با ادبیات تطبیقی بی‌جهت در این خصوص مبالغه کرد.».

## مطالعهٔ بیشتر
- مقالهٔ ایرانیکا
- /بررسی تطبیقی ترجمه فرانسوی انوار سهیلی یا کلیله و دمنه کاشفی و تأثیر آن بر ادبیات فرانسه/ پایگاه اطلاع‌رسانی CIVILICA